# Juan Esteban Martínez
Juan Esteban Martínez (Bella Vista, 4 de enero de 1846 - Goya, 23 de mayo de 1909) fue un abogado, político y revolucionario argentino, que ejerció el cargo de gobernador de la provincia de Corrientes en dos oportunidades entre 1897 y 1907.

## Biografía
Era hermano de Plácido Martínez. Realizó sus estudios iniciales y secundarios en Corrientes.
Cursaba la carrera de Derecho en la Universidad de Buenos Aires cuando se produjo la invasión paraguaya de Corrientes en 1865, de modo que abandonó sus estudios para participar de la Guerra del Paraguay; participó de las maniobras que llevaron a la expulsión de los invasores, pero no consta que haya tomado parte en la campaña de Humaitá. Participó en la revolución contra el gobernador Evaristo López y la campaña contra el general Nicanor Cáceres, que defendía su gobierno legal.
De regreso a Buenos Aires completó sus estudios, doctorándose en jurisprudencia en 1870, con una tesis sobre el Gobierno federal.
De regreso a su provincia, fue elegido diputado provincial por el Partido Liberal; poco después fue nombrado Ministro de Hacienda e Instrucción Pública por el gobernador Santiago Baibiene. Fue el gobernador delegado durante la campaña en la que el gobernador enfrentó a Ricardo López Jordán, y que culminó con la victoria de Ñaembé. Durante su gestión tuvo lugar la epidemia de fiebre amarilla, que costó la vida a 2000 personas. Pese a un primer intento de organizar la atención a las víctimas, las autoridades terminaron por abandonaron la ciudad, e incluso un ciudadano común entró al despacho abandonado de la Casa de Gobierno y se hizo cargo en forma provisoria de la gobernación sin que nadie se le opusiera.
Volvió a ser diputado provincial durante el gobierno de Agustín P. Justo, y cuando estalló la revolución que lo depuso se puso al frente de un batallón para la guerra civil que se desencadenó, participando en el Combate de San Jerónimo y —como segundo jefe a órdenes de Baibiene— en la Batalla de Tabaco, del 4 de marzo de 1872.
Secundó a su hermano Plácido Martínez durante la revolución de 1874, y fue herido en el intento de asaltar el cuartel de Goya, su ciudad natal. Debió exiliarse al Paraguay.
Regresó a su provincia durante la gobernación de Juan Vicente Pampín y fue elegido nuevamente diputado provincial. Fue uno de los dirigentes más activos en las elecciones dobles, que dieron el gobierno simultáneamente a Manuel Derqui y Felipe Cabral. Este último llevaba de vicegobernador a Plácido Martínez, que dirigió una revolución contra Derqui; tras la batalla de Ifrán, en febrero de 1878, los liberales controlaron la mitad sur de la provincia. El interventor federal nombrado por el presidente Nicolás Avellaneda ayudó a los liberales, que terminaron por ocupar la capital y el presidente de la legislatura liberal, Nicolás Ferré, asumió el gobierno. De inmediato llamó a nuevas elecciones, de la que resultó triunfante la fórmula formada por Felipe Cabral y Juan Esteban Martínez, que asumió el gobierno el 27 de octubre de 1878.
En 1879 murió su hermano Plácido, por lo que Martínez quedó al frente del sector más combativo del Partido Liberal.
Al estallar la revolución de 1880, la provincia de Corrientes se había comprometido a colaborar con el gobernador de Buenos Aires, Carlos Tejedor. Martínez movilizó 14 000 hombres y —mientras se combatía en Buenos Aires— milicias correntinas invadieron el norte de la provincia de Entre Ríos. Avellaneda decretó la intervención federal de la provincia y el interventor federal Miguel Goyena ocupó la capital el 16 de julio, mientras el general Juan Ayala atacaba Curuzú Cuatiá desde Concordia. Cabral se retiró al interior de la provincia, pero días más tarde se exilió en Paraguay.
Martínez se retiró entonces hacia el noreste de la provincia, bordeando los Esteros del Iberá. Las fuerzas de Raimundo Reguera  se dispersaron, y en parte se incorporaron a las de Martínez, que en su marcha perdió mucha gente. Tras una primera derrota en el paraje de Tacuara Carendí, el 31 de julio, fue definitivamente derrotado en el combate de Ituzaingó, del 3 de agosto de 1880, que resultó ser la última batalla de las guerras civiles argentinas.
Martínez se exilió en el Paraguay, y regresó a Goya en 1883; se dedicó a defender las posiciones del Partido Liberal a través del periódico La Patria, fundado por su hermano Plácido. En 1886 fue nombrado presidente del Superior Tribunal de Justicia de la provincia y luego formó parte de la convención reformadora de la constitución provincial en 1891. Fue elegido senador nacional en 1895.
Fue elegido gobernador en 1897, acompañado por Eulogio Cabral, y asumió el gobierno el día de Navidad de 1897. Durante su mandato fracasó en reformar nuevamente la constitución provincial.
Fue elegido diputado nacional en 1903. En 1905 fue nuevamente elegido gobernador, acompañado como vice por Manuel Bejarano. Este segundo mandato estuvo signado por la división dentro del Partido Liberal, que facilitó la acción opositora en la legislatura; fue sometido a juicio político. Antes de que el juicio terminara, el presidente José Figueroa Alcorta promovió la intervención federal de la provincia. El Senado de la Nación llamó a testificar a Martínez durante la discusión, y fue aclamado como uno de los posibles sucesores de Bartolomé Mitre al frente del partido de éste.
De regreso a su ciudad natal de Goya, falleció en mayo de 1909.
Un pueblo del departamento Lavalle, que primeramente se había llamado Arroyo Juárez, y luego Yatay, lleva desde diciembre de 1926 el nombre de Gobernador Juan E. Martínez.